# سیتروئن هند
سیتروئن هند یک شرکت زیرمجموعه استلانتیس است که برای تولید و فروش محصولات سیتروئن در هند فعالیت می‌کند. استلانتیس در سال ۲۰۲۱ با این برند وارد بازار هند شد.

## تاریخچه
این سومین تلاش گروه پی‌اس‌ای برای ورود به بازار هند است. در طول ارائه نتایج گروه پی‌اس‌ای، رئیس گروه تأیید کرد که سیتروئن برای ورود به بازارهای هند انتخاب شده‌است.
گروه پی‌اس‌ای و گروه سی‌کی بریلا هند برای مونتاژ خودرو، توزیع و تولید پیشرانه خودروهای خود در این کشور تفاهم‌نامه امضا کردند. این خودروساز فرانسوی ابتدا قرار بود در سال ۲۰۲۰ وارد بازار هند شود. با این حال، این طرح در میان دنیاگیری کووید-۱۹ و متعاقب آن قرنطینه به تعویق افتاد. اکنون تنها سیتروئن سی۵ ایرکراس توسط این شرکت تولید می‌شود. گروه پی‌اس‌ای برای ورود به بازار هند مبلغی در حدود ۲۵۰۰ کرور روپیه سرمایه‌گذاری کرده‌است.

## محصولات
سیتروئن هند در حال توسعه چندین مدل به‌طور خاص برای بازار هند است، ازجمله سیتروئن سی۵ ایرکراس ئی‌وی که قرار است از سال ۲۰۲۲ عرضه شود.

### مدل‌های کنونی
- سیتروئن سی۵ ایرکراس (۲۰۲۱ تا کنون)

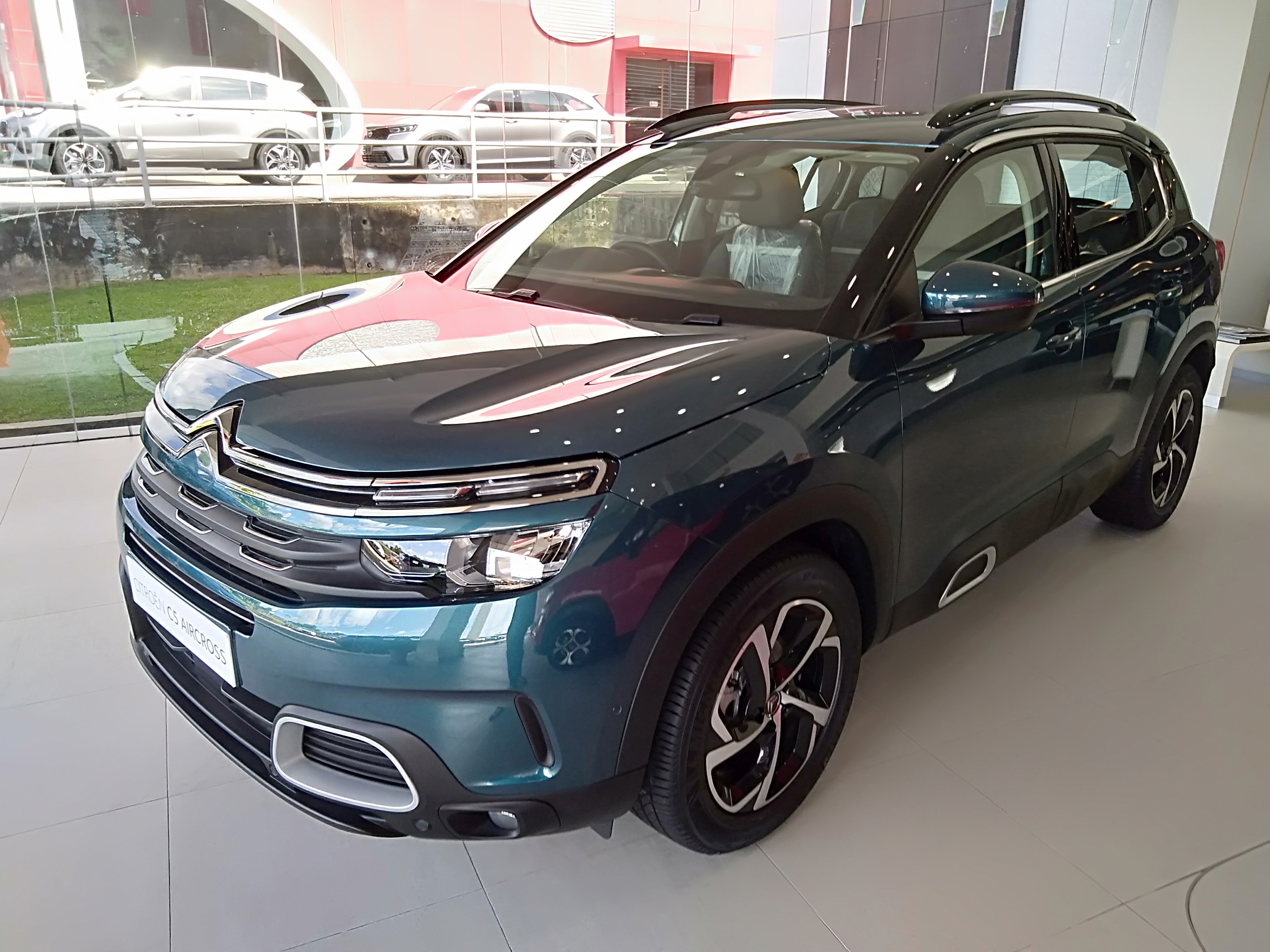
سیتروئن سی۵ ایرکراس